# Miss Utah USA

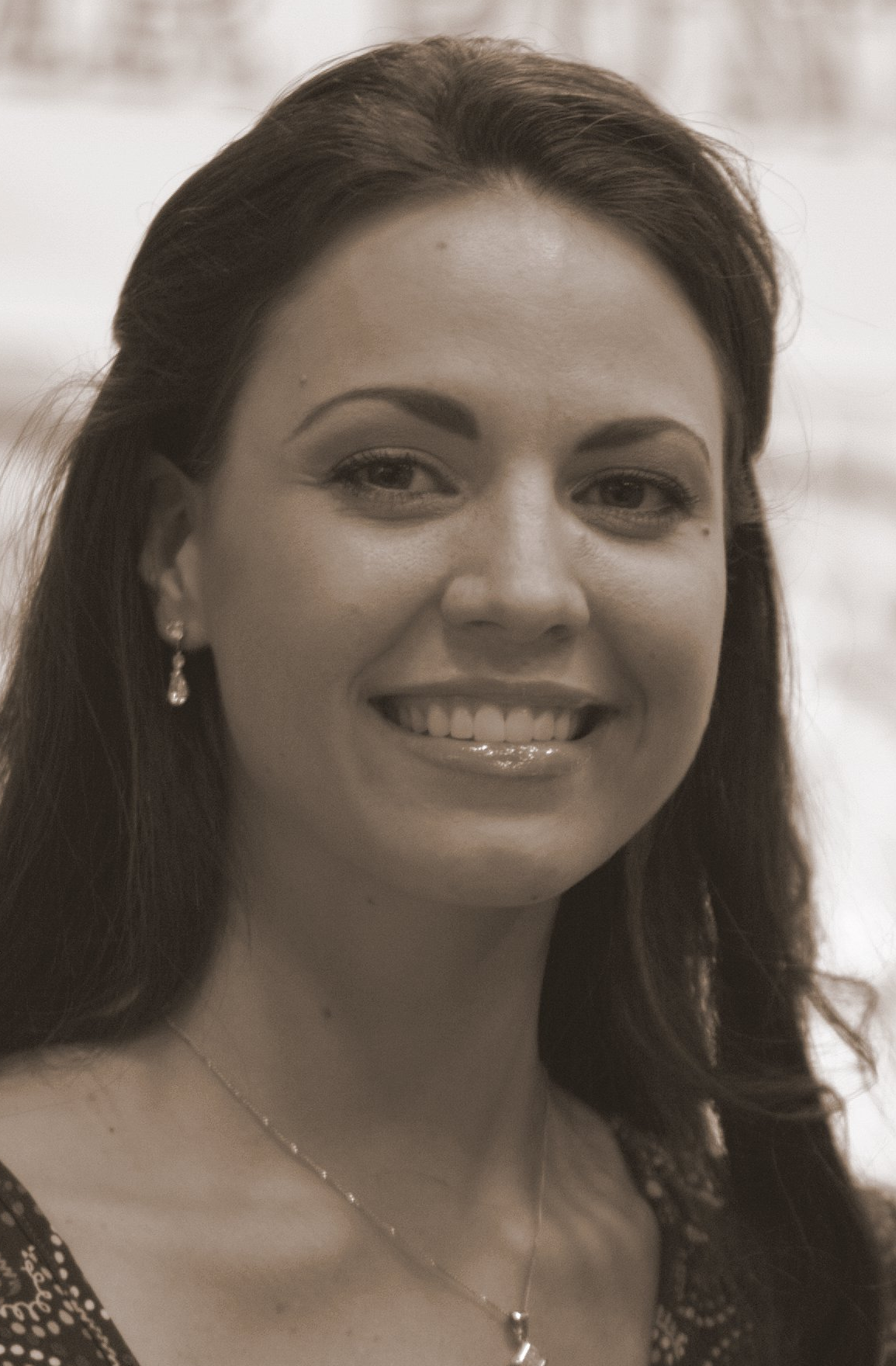
Heather Anderson, Miss Utah USA 2007

Miss Utah USA là một cuộc thi sắc đẹp được tổ chức thường niên tại tiểu bang Utah của nước Mỹ để lựa chọn người đại diện cho tiểu bang này tham dự cuộc thi Miss USA.
Utah là tiểu bang có thành tích khá khiêm tốn tại cuộc thi Miss USA với giai đoạn thành công nhất là vào khoảng thập niên 1950 và thập niên 1960. Đã từng có một Miss Utah USA đăng quang danh hiệu Miss USA, đó là Linda Bement vào năm 1960. Sau đó bà đã đăng quang cả danh hiệu Hoa hậu Hoàn vũ 1960 nữa. Bên cạnh đó, Charlotte Sheffield, Miss Utah USA 1957 cũng từng giữ danh hiệu Miss USA do hoa hậu năm đó bị tước vương miện và Sheffield được chọn lên thay thế. Đương kim Miss Utah USA hiện nay là Julia Bachison, người từng lọt vào top 15 cuộc thi Miss USA 2008.

## Danh sách Miss Utah USA
Xem Danh sách Miss Utah USA
| Năm  | Miss Utah USA    | Quê hương   | Thành tích tại Miss USA |
| ---- | ---------------- | ----------- | ----------------------- |
| 2008 | Julia Bachison   | North Ogden | Top 15                  |
| 2007 | Heather Anderson | Sandy       | Top 10                  |
| 2006 | Soben Huon       | Provo       | không có                |